# Уайтхейвън
Уайтхейвън (на английски: Whitehaven) е пристанищен в западната част на област Къмбрия – Северозападна Англия, разположен на бреговата линия с Ирландско море. Той е административен и стопански център на община Коупланд. Населението на града към 2001 година е 24 978 жители.
В близост до града, на около 15 километра в южна посока по бреговата линия е разположен големият атомен център „Селафийлд“, осигуряващ работа на значителна част от жителите на града и района.

## География
Уайтхейвън е разположен по бреговата линия в началото на залива „Solway Firth“ към Ирландско море, разделящ географски Англия от Шотландия. Градът се намира на 56 километра югозападно от главния град на областта – Карлайл и на 470 километра северозападно от Лондон.
На около 50 километра югозападно от пристанището на Уайтхейвън, в Ирландско море се намира остров Ман.

## Демография
Изменение на населението за период от две десетилетия 1981 – 2001 година:
| година    | 1981   | 1991   | 2001   |
| --------- | ------ | ------ | ------ |
| население | 27 512 | 26 542 | 24 978 |

## Побратимени градове
- Козлодуй, България